# Al-Ahli Football Club
 (novembre 2022).
Si vous disposez d'ouvrages ou d'articles de référence ou si vous connaissez des sites web de qualité traitant du thème abordé ici, merci de compléter l'article en donnant les références utiles à sa vérifiabilité et en les liant à la section « Notes et références ».
Pour les articles homonymes, voir Al Ahly.
Maillots
Actualités
Le Al-Ahli Football Club (en arabe : النادي الأهلي الرياضي السعودي), couramment abrégé en Al-Ahli FC, est un club de football saoudien, fondé en 1937 et situé dans la ville de Djeddah.

## Historique
Al-Ahli est l'un des plus grands clubs d'Arabie saoudite. Il est le capitaine de la King's Cup pour le Royaume d'Arabie saoudite. Il est également le premier à remporter le Saudi League Shield et le premier champion de coupe du Royaume d'Arabie saoudite. Il a fait venir de nombreux entraîneurs internationaux tels que Valder Pereira, Teli Santana et Felipe Scolari. Il a accueilli un certain nombre de clubs internationaux.
Johan Cruyff portait le maillot d'Al-Ahli au match d'adieu pour la légende du club, Mohamed Amin Dabo, un autre événement historique, est l'arrivée de la légende du football Maradona, avec le maillot du clubd' Al-ahli, lors d'un match d'exhibition, à l'occasion du 50e anniversaire de la fondation du club. Le capitaine du club est actuellement l'attaquant brésilien Roberto Firmino. 

## Identité du club

### Logotypes

2008-2025
Depuis 2025.

### Hymne
À toi L'alliance, l'attachement et la passion...
En suivant ton chemin jour et nuit ...
Que tu restes glorieux...!
Rayonnant de fierté et de joie.
Comme un unique palais,
s'élevant vers le ciel !!!
Ô le Château de Gloire!
Et La gloire demeure AHLI...
Ô la source jaillissant d'Art ...
L'Art restera AHLI
L'Ambassadeur de Pays,
De La Hauteur et de L'Art....!
Au fil du temps, nous irons tous ensemble,
Au fil du temps, nous irons tous ensemble...!

## Palmarès
| Compétitions nationales | Compétitions internationales |
| - Championnat d'Arabie saoudite (9) : - Champion :1962-63, 1965-66, 1968-69, 1969-70, 1970-71, 1972-73, 1977-78, 1983-84 et 2015-16. - Vice-Champion : 1989-90, 1995-96, 1998-99, 1999-00, 2002-03, 2011-12, 2014-15 et 2016-17. - Coupe d'Arabie saoudite (6) : - Vainqueur : 1956-57, 1969-70, 1997-98, 2001-02, 2006-07 et 2014-15. - Finaliste : 1957-58, 1973-74, 2002-03, 2003-04, 2005-06, 2009-10 et 2015-16. - Coupe du Roi des champions d'Arabie saoudite (8) : - Vainqueur : 1969-70, 1976-77, 1977-78, 1978-79, 1982-83, 2010-11, 2011-12 et 2015-16. - Finaliste : 1973-74, 1975-76, 1983-84, 2013-14 et 2016-17. - Coupe de la Fédération d'Arabie saoudite (3) : - Vainqueur : 2000-01, 2001-02 et 2006-07. - Finaliste : 1975-76, 1988-89, 1990-91, 1995-96, 2002-03 et 2005-06. - Supercoupe d'Arabie saoudite (1) : - Vainqueur : 2016. | - Ligue des champions de l'AFC (1) : - Vainqueur : 2025. - Finaliste : 1986 et 2012. - Ligue des champions arabes (1) : - Vainqueur : 2002. - Coupe du golfe des clubs champions (3) : - Vainqueur : 1985, 2002 et 2008. |

## Autres tournois
- Coupe du championnat de la région de l'Ouest (11) : 1962, 1965, 1967, 1968, 1969, 1970, 1971, 1972, 1973, 1974, 1976

- Coupe Al-Masif des clubs champions (3) : 1966, 1974, 1982
- Coupe de la Ligue de Djeddah (2) : 1961, 1962
- Djeddah et Madinah City Cup (1) : 1967
- Coupe internationale d'Al Jazeera (1) : 2013
- Coupe conjointe Prince Faisal bin Fahd (2) : 2012, 2013

## Récompenses et reconnaissances
- Excellence Cup du meilleur club sportif d'Arabie saoudite 1968.
- La Coupe du Club Idéal 1975
- Prix de la région de Makkah Al Mukarramah pour le meilleur club sportif 1985
- King Abdullah Shield for Sports Excellence pour le meilleur club en 2009
- Bouclier d'excellence sportive pour le meilleur club saoudien 2011/12
- Le club idéal pour la meilleure équipe saoudienne en 2015
- Meilleur club asiatique pour 2015 par la Fédération internationale d'histoire et de statistiques avec 166,00 points.
- Meilleur club de football du Golfe 2015
- 29e place mondiale pour l'année 2015 par la Fédération internationale d'histoire et de statistique
- Meilleur club arabe pour 2015 de Club World Network
- Prix du meilleur club arabe 2016 et première place.
- Huitième place mondiale pour le mois de mai 2016 par la Fédération internationale d'histoire et de statistique

## Personnalités du club

### Présidents
Liste des Président du club. Tous sont de nationalité saoudienne.
| Rang | Nom                           | Période   |
| ---- | ----------------------------- | --------- |
| 1er  | Hassan Hamood Al-Shams        | 1937-1940 |
| 2e   | Omar Hamood Al-Shams          | 1950-1952 |
| 3e   | Hassan Saroor Al Sabyan       | 1952-1954 |
| 4e   | Abdullah Bahery               | 1955-1955 |
| 5e   | Omar Hamood Al Shams          | 1956-1956 |
| 6e   | Ali Al Jassem Al Na'kly       | 1957-1957 |
| 7e   | Mohammed Fashlan              | 1958-1958 |
| 8e   | Abdulrahman bin Saead         | 1959-1960 |
| 9e   | Jameel Al-Gosani              | 1961-1961 |
| 10e  | Abdulfatah Abdulrabho         | 1962-1962 |
| 11e  | Abdullah Al-Bahry             | 1963      |
| 12e  | Abdulfatah Abdulrabho         | 1964      |
| 13e  | Omar Yousef                   | 1965-1969 |
| 14e  | Mohammed bin Saleh Hamed      | 1970-1972 |
| 15e  | Abdullah bin Al-Ganb          | 1973-1974 |
| 16e  | Abdulmageed Yousef            | 1975      |
| 17e  | Khaled bin Abdullah           | 1976-1980 |
| 18e  | Abdullah bin Faisal Al Saud   | 1981      |
| 19e  | Mohammed bin Abdullah Al Saud | 1982-1984 |
| 20e  | Abdulraziq Abu Dawod          | 1985-1986 |
| 21e  | Ahmed Eid Al-Harbi            | 1987      |
| 22e  | Khaled bin Abdullah           | 1988-1994 |
| 23e  | Abdullah bin Faisal bin Turki | 1994-1995 |

| Rang | Nom                                       | Période   |  |
| ---- | ----------------------------------------- | --------- |  |
| 24e  | Badr bin Fahd                             | 1995-1996 |  |
| 25e  | Zaki Raheme                               | 1996-1997 |  |
| 26e  | Abdulaziz Abdulha'a                       | 1997-1998 |  |
| 27e  | Salman Al-Sudairy                         | 1998      |  |
| 28e  | Nawaf bin Abdulaziz bin Turki             | 1999-2003 |  |
| 29e  | Ahmed Moahmmed Marzoqi                    | 2004-2005 |  |
| 30e  | Abdulraziq abu Dawod                      | 2005      |  |
| 31e  | Aymin Fadel                               | 2005-2007 |  |
| 32e  | Abdulraziq abu Dawod                      | 2007      |  |
| 33e  | Ahmed Moahmmed Marzoqi                    | 2007-2008 |  |
| 34e  | Abdulaziz Mohammed Al-A'aqary             | 2008-2009 |  |
| 35e  | Fahd bin Khaled bin Abdullah bin Mohammed | 2009-2015 |  |
| 36e  | Musad Al Zuwaihary                        | 2015-2016 |  |
| 37e  | Ahmad Al-Marzouqi                         | 2016-2017 |  |
| 38e  | Fahd bin Khaled bin Abdullah bin Mohammed | 2017      |  |
| 39e  | Turki bin Mohammed                        | 2017-2018 |  |
| 40e  | Majed Al-Nefaie                           | 2018      |  |
| 41e  | Abdullah Batterjee                        | 2019      |  |
| 42e  | Ahmed Al-Sayegh                           | 2019-2020 |  |
| 43e  | Abdulelah Mouminah                        | 2020-2021 |  |
| 44e  | Majed Al-Nefaie                           | 2021-2022 |  |
| 45e  | Waleed Muath                              | 2022-2023 |  |
| 46e  | Khalid Al-Ghamdi                          | 2023      |  |

### Entraîneurs
| Rang | Nom                        | Période   |
| ---- | -------------------------- | --------- |
| 1er  | Oscar Hold                 | 1967-1971 |
| 2e   | Taha Ismail                | 1971-1976 |
| 3e   | Didi                       | 1978-1981 |
| 4e   | Telê Santana               | 1982-1985 |
| 5e   | Mahmoud Al-Gohary          | 1987-1988 |
| 6e   | Eckhard Krautzun           | 1987-1988 |
| 7e   | Brésil Luiz Felipe Scolari | 1991      |
| 8e   | Cabralzinho                | 1993-1995 |
| 9e   | Márcio Máximo              | 1995      |
| 10e  | Luís Antônio Zaluar        | 1995      |
| 11e  | Cabralzinho                | 1997-1998 |
| 12e  | Luka Peruzović             | 2000-2002 |
| 13e  | Yousef Anbar               | 2002      |
| 14e  | Dimitri Davidović          | 2002      |
| 15e  | Ilija Lukić                | 2003      |
| 16e  | Pierre Lechantre           | 2003      |
| 17e  | Valmir Louruz              | 2003-2005 |
| 18e  | Geninho                    | 2005      |
| 19e  | Ilija Lukić                | 2005      |
| 20e  | Nebojša Vuković            | 2005-2007 |
| 21e  | José Antonio Nogueira      | 2007      |
| 22e  | Nebojša Vuković            | 2007-2008 |
| 23e  | Stoycho Mladenov           | 2008-2009 |
| 24e  | Gustavo Alfaro             | 2009      |
| 25e  | Sérgio Farias              | 2009-2010 |
| 26e  | Trond Sollied              | 2010      |
| 27e  | Milovan Rajevac            | 2010-2011 |

| Rang | Nom                  | Période   |
| ---- | -------------------- | --------- |
| 28e  | Aleksandar Ilić      | 2011      |
| 29e  | Karel Jarolím        | 2011-2013 |
| 30e  | Tamer Hassan         | 2012-2014 |
| 31e  | Dani Fernández       | 2013-2014 |
| 32e  | Aleksandar Ilić      | 2013      |
| 33e  | Vítor Pereira        | 2013-2014 |
| 34e  | Christian Gross      | 2014-2016 |
| 35e  | José Gomes           | 2016      |
| 36e  | Christian Gross      | 2016-2017 |
| 37e  | Serhiy Rebrov        | 2017-2018 |
| 38e  | Fethi Jebel          | 2018      |
| 39e  | Pablo Guede          | 2018-2019 |
| 40e  | Yousef Anbar         | 2019      |
| 41e  | Jorge Fossati        | 2019      |
| 42e  | Yousef Anbar         | 2019      |
| 43e  | Branko Ivanković     | 2019      |
| 44e  | Saleh Al-Mohammadi   | 2019      |
| 45e  | Christian Gross      | 2019-2020 |
| 46e  | Vladan Milojević     | 2020-2021 |
| 47e  | Faiçal Gormi         | 2021      |
| 48e  | Laurențiu Reghecampf | 2021      |
| 49e  | Besnik Hasi          | 2021-2022 |
| 50e  | Robert Siboldi       | 2022      |
| 51e  | Yousef Anbar         | 2022      |
| 52e  | Pitso Mosimane       | 2022-2023 |
| 53e  | Matthias Jaissle     | 2023-0000 |

### Joueurs

#### Effectif professionnel actuel
En grisé, les sélections de joueurs internationaux chez les jeunes mais n'ayant jamais été appelés aux échelons supérieurs une fois l'âge-limite dépassé ou les joueurs ayant pris leur retraite internationale.

### Liste des buteurs historiques

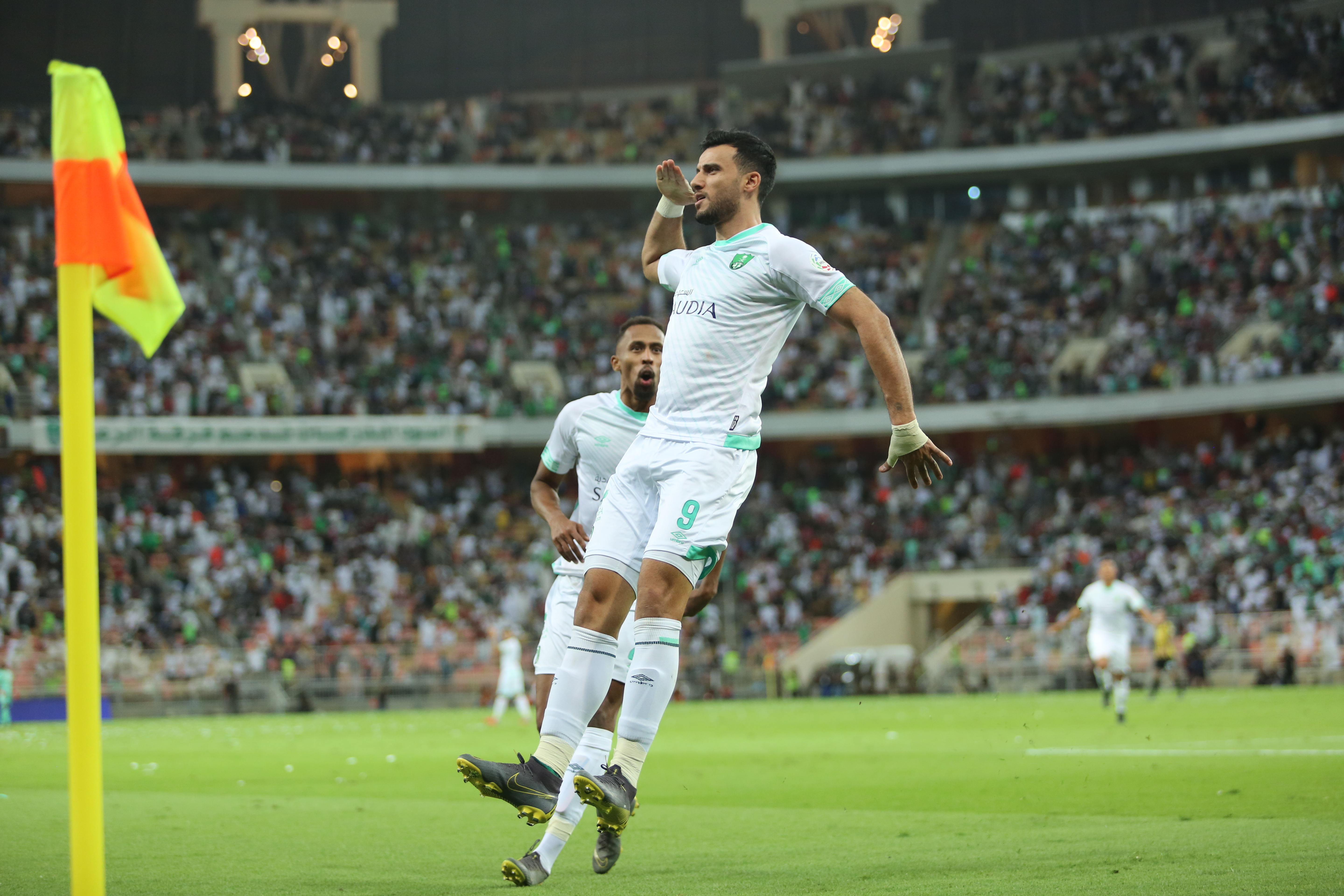
Omar Al-Soma est le meilleur buteur historique du club d'Al-Ahli

- 1 / Omar Al Somah (195 buts)
- 2 / Talal Al Michaal (82 buts)
- 3 / Victor Simous (80 buts)
- 4 / Amine Dabo (76 buts)
- 5 / Hossam Abou Daoud (74 buts)
- 6 / Khaled Qahwaji (74 buts)
- 7 / Ibrahim Al-Shahrani (67 buts)
- 8 / Taysir Al Jassim (64 buts)
- 9 / Ahmed Iriso (63 buts)
- 10 / Soliman Matar (58 buts)
- 11 / Malik Moaz (58 buts)